# Nystia
Nystia is een geslacht van uitgestorven weekdieren uit de klasse van de Gastropoda (slakken).

## Soorten
- Nystia brunnackeri Schlickum & Strauch, 1979 †
- Nystia cylindrica Cossmann & Peyrot, 1918 †
- Nystia degrangei Cossmann & Peyrot, 1918 †
- Nystia dehmi Schlickum, 1978 †
- Nystia elongata (Neumayr, 1880) †
- Nystia gruenewaldi Schlickum, 1970 †
- Nystia pontileviensis Morgan, 1920 †